# アロイス・ラシーン

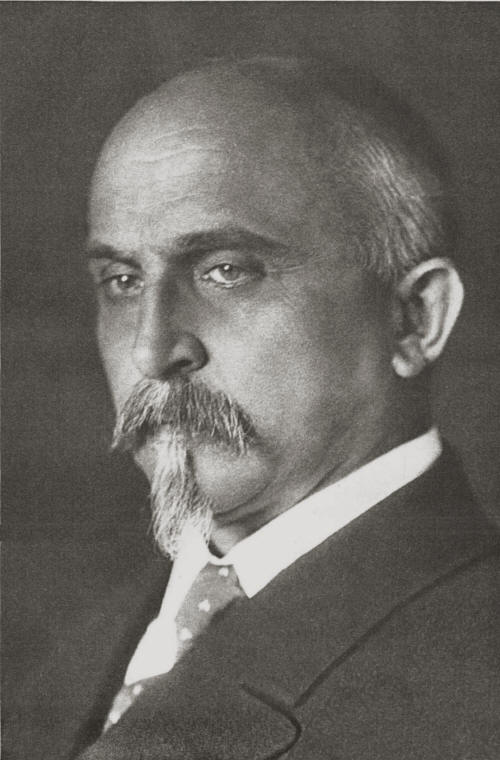
アロイス・ラシーン

アロイス・ラシーン（Alois Rašín、1867年10月18日 - 1923年2月18日）は、チェコスロバキアの政治家、経済学者。大蔵大臣（1918年 - 1919年、1922年 - 1923年）。国民民主党所属。

## 経歴
ボヘミア北東部ネハニツェ生まれ。カレル大学卒業。1911年、オーストリア帝国議会議員に選出。第一次世界大戦中、チェコの分離独立運動を支持し、1915年にカレル・クラマーシュらとともに反逆罪で死刑判決を受ける。1917年、皇帝フランツ・ヨーゼフ1世の死去による恩赦で釈放される。
アントニーン・シュヴェフラ、イジー・ストシーブルニー、フランチシェク・ソウクプ、ヴァヴロ・シロヴァールとともにチェコスロバキア国民委員会を作り、1918年10月の建国を国内で主導した。
クラマーシュ政権およびシュヴェフラ第1次政権で大蔵大臣に就任。通貨安定とインフレーション抑制を目指して徹底的なデフレ政策を実施した。この政策はチェコスロバキア経済の安定化に寄与した一方で、多くの失業者を生む結果をもたらし、左派勢力から強い批判を浴びた。1923年1月5日、無政府主義者のヨゼフ・ショウパルに銃撃され、その怪我が原因で翌月に死去した。
息子のラジスラフも国民民主党所属の国会議員を務めた。